# Pholoe-Maler

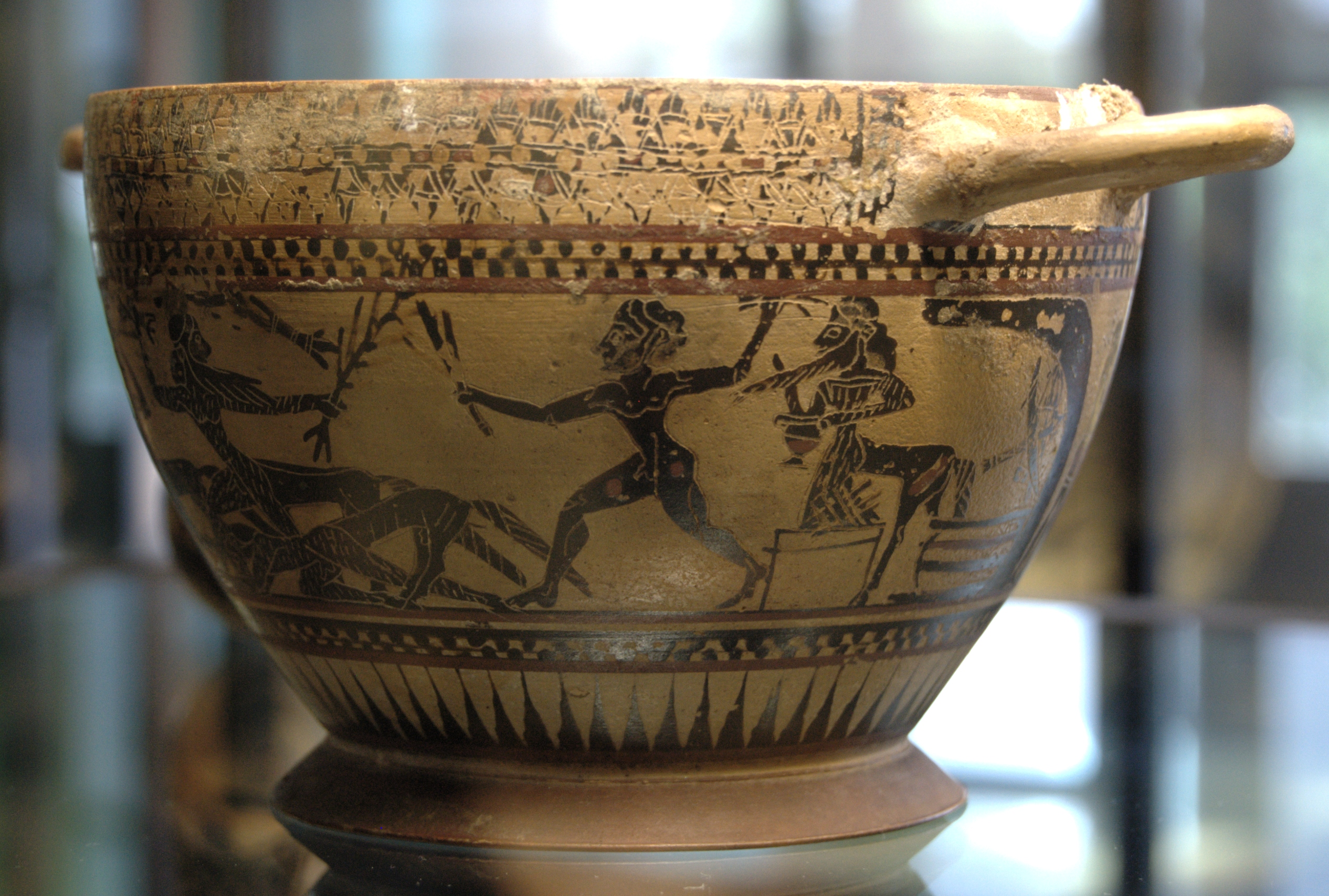
Namenvase: Herakles, Pholos und Kentauren in der Höhle des Pholos

Der Pholoe-Maler war ein mit einem Notnamen bezeichneter antiker griechischer Vasenmaler, der seine Werke im korinthisch-schwarzfigurigen Stil verzierte. Er arbeitete während der mittelkorinthischen Phase des Stils (etwa 600 bis 575 v. Chr.). Der Pholoe-Maler war auf die Verzierung von Skyphoi spezialisiert. Er ist nach einem Skyphos benannt, der Herakles in der Höhle des Kentauren Pholos auf dem Berg Pholoe zeigt, der sich des Angriffes mehrerer anderer Kentauren erwehren. Das Werk wird um das Jahr 580 v. Chr. datiert. Die in Korinth gefundene und 1884 erworbene Vase befindet sich heute im Pariser Louvre.